# Otxandio
Pour les articles homonymes, voir Ochandiano.
Otxandio en basque ou Ochandiano en espagnol est une commune de Biscaye dans la communauté autonome du Pays basque en Espagne.
Le nom officiel de la ville est Otxandio.

## Toponymie
Le nom du village est documenté pour la première fois au XIIe siècle. Le villazgo serait accordé à la localité au début du XIIIe siècle.
Ochandiano est un antroponyme de ceux formés par un nom, uni au suffixe -ano, qui paraît d'origine latine. Selon des philologues comme Julio Caro Baroja ou L.M. Mujika les toponymes basques qui finissent par -ano sont pour la plupart le fruit de l'évolution du suffixe latin -anum. À l'origine ce suffixe -anum était uni généralement à un nom propre et indiquait une propriété de caractère rustique. Dans le cas d'Ochandiano, le nom qui apparaît dans le toponyme paraît être Ochoa Handia, nom basque qui peut être traduit comme le grand Loup ou Lope le Grand. Peut-être le nom pourrait être en rapport avec certains des Seigneurs de Biscaye, qui ont porté le nom de Lope. Ochandiano a été pendant des siècles la porte d'entrée/sortie de Biscaye.
L'actuel nom basque et officiel de la commune, Otxandio, est le fruit, d'un côté, de l'évolution phonétique d'Ochandiano, en ayant été perdu intervocalile primitive (un phénomène commun arrivé en basque des derniers siècles) : Ochandiano → Ochandiao → Ochandio, et d'autre part, de l'adaptation du toponyme aux règles orthographiques modernes du basque : Ochandio → Otxandio. En castillan, on a conservé la variante plus ancienne du nom comme nom formel de la localité.
En 1984 la mairie a modifié le nom officiel de la commune qui est passée de Ochandiano à Otxandio. Il a été publié dans le BOE en 1989.
Le gentilé est otxandiarra.

## Géographie

### Quartiers
Les quartiers d'Otxandio sont: Andaparaluzeta et Mekoleta

## Climat

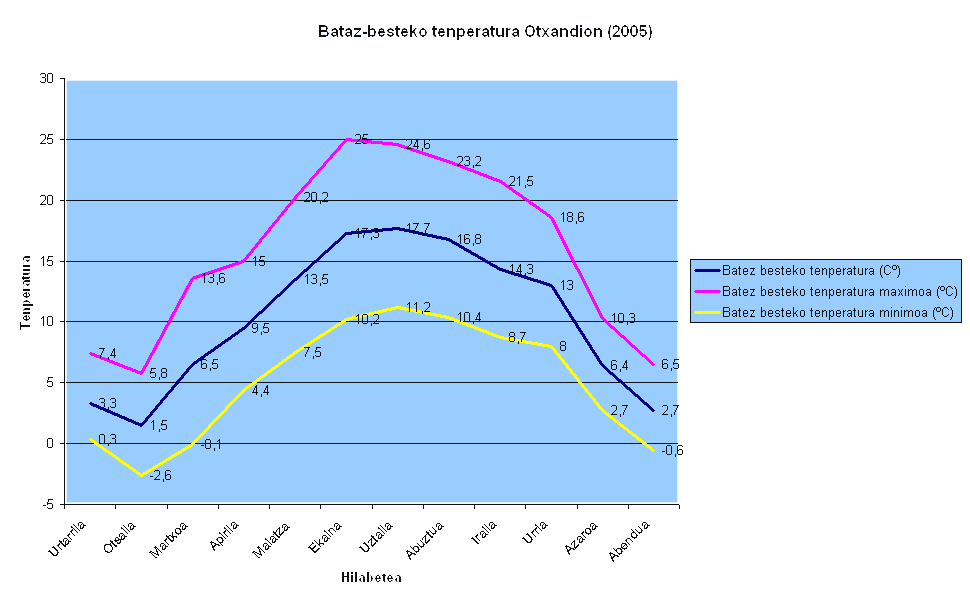
Températures moyennes à Otxandio.

## Personnalités liées à la commune
- Felipe Arrese Beitia : écrivain et poète.
- Koikili Lertxundi : joueur de football professionnel.
- Maider Unda : professionnel de lutte libre.

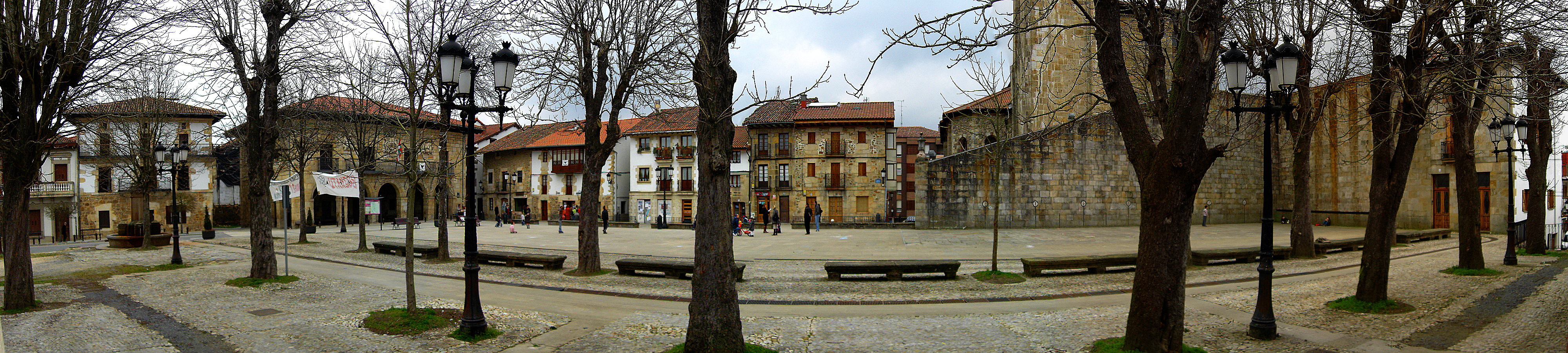
Vue générale de la place Herriko.

### Sources
- (es) Cet article est partiellement ou en totalité issu de l’article de Wikipédia en espagnol intitulé « Ochandiano » (voir la liste des auteurs).